# Абубакар Умару
Абубакар Умару (фр. Aboubakar Oumarou; Јаунде, 4. јануар 1987) је камерунски фудбалер. Игра на позицији нападача.

## Клупска каријера
Умару је започео своју професионалну каријеру 2006. у Кини, у редовима друголигаша Јанбијана, а затим прелази у Чанша Гинде (чији је тренер био Милан Живадиновић) где је играо током 2007. и 2008. године у кинеској Суперлиги.
На препоруку Живадиновића, Умару у јануару 2009. долази у Србију и потписује четворогодишњи уговор са Црвеном звездом. Дебитовао је на отварању пролећног дела шампионата 2008/09, против Партизана на стадиону ЈНА. Умару је меч почео као стартер, а тренер Јаневски га је извео из игре у 77. минуту. Током пролећног дела сезоне је одиграо 13 првенствених утакмица, на којима је постигао два гола, оба на Маракани. Први гол је постигао 18. марта у победи над чачанским Борцем (2:0), а други 24. маја у победи над Радом (3:2). У лето 2009. Црвену звезду је преузео Владимир Петровић Пижон, који је поручио Камерунцу да не рачуна на њега.
Након Црвене звезде, Умару прелази у ОФК Београд где проводи сезону 2009/10. Крајем јуна 2010. прелази у новосадску Војводину. У дресу Војводине је провео наредне три сезоне током којих је на 111 мечева постигао 44 гола. Три пута узастопно (2011, 2012 и 2013) је изабран за најбољег играча клуба од стране навијача. Након Војводине прелази у белгијског прволигаша Беверен где проводи две сезоне.
У лето 2015. се вратио у српски фудбал и потписао двогодишњи уговор са Партизаном. Доласком у клуб из Хумске постао је тек четврти играч који је наступао за четири најтрофејнија клуба из Србије, Црвену звезду, Партизан, ОФК Београд и Војводину. Пре њега су тако нешто остварили Дејан Јоксимовић, Петар Пуача и Никослав Бјеговић. Такође Умару је постао тек други страни фудбалер који је играо за оба вечита ривала Звезду и Партизан (први је био Габријел Клео).
Умару је свој званични деби у дресу Партизана имао 14. јула 2015, на утакмици другог кола квалификација за Лигу шампиона, када су црно-бели савладали са 1:0 грузијску екипу Дила Гори. Седам дана касније, на реванш утакмици у Грузији, Умару је постигао свој први гол у дресу Партизана у победи свог клуба 2:0. Камерунац је наступио на свих шест утакмица Партизана у квалификацијама за Лигу шампиона. Црно-бели су након Диле Горе били бољи и од румунске Стеауе, али су на последњој препреци за улазак у Лигу шампиона елиминисани од белоруског БАТЕ Борисова. Након тога је Партизан наставио такмичење у групној фази Лиге Европе где је Умару пружао запажене партије. Наступио је на пет од шест утакмица у групи (један меч пропустио због повреде), и постигао пет голова. У Суперлиги Србије је одиграо 13 мечева и постигао три гола. Укупно је за Партизан одиграо 26 утакмица и постигао десет голова.
Крајем фебруара 2016. напушта Партизан и прелази у кинески Шенџен. У редовима кинеског друголигаша је био до лета 2018. када одлази у Саудијску Арабију где потписује једногодишњи уговор са екипом Ал Кадисије чији је тренер био Александар Станојевић. За овај клуб је одиграо 11 утакмица, а последњи пут је наступио 27. децембра 2018. године. Убрзо након тога је раскинуо уговор након чега је годину дана био без ангажмана, све до фебруара 2020. када се вратио у српски фудбал и потписао уговор са Напретком из Крушевца. За Напредак је наступио једном током пролећног дела сезоне 2019/20, а затим још три пута на почетку наредне 2020/21. сезоне. Крајем августа 2020. је раскинуо уговор са клубом.

## Репрезентација
За репрезентацију Камеруна је одиграо три утакмице на којима није постигао погодак.